# Бовеццо
Бовеццо (итал. Bovezzo, ломб. Boès) — коммуна в Италии, в провинции Брешиа области Ломбардия.
Население составляет 7508 человек (на 2004 г.), плотность населения составляет 1161,27 чел./км². Занимает площадь 6,35 км². Почтовый индекс — 25073. Телефонный код — 030.
Покровителем коммуны почитается святой епископ Аполлоний. Праздник ежегодно празднуется 7 июля.